# Saint-Brandan
Saint-Brandan é uma comuna francesa na região administrativa da Bretanha, no departamento de Côtes-d'Armor. Estende-se por uma área de 25,16 km². Em 2010 a comuna tinha 2 388 habitantes (densidade: 94,9 hab./km²).